# Giấy cói

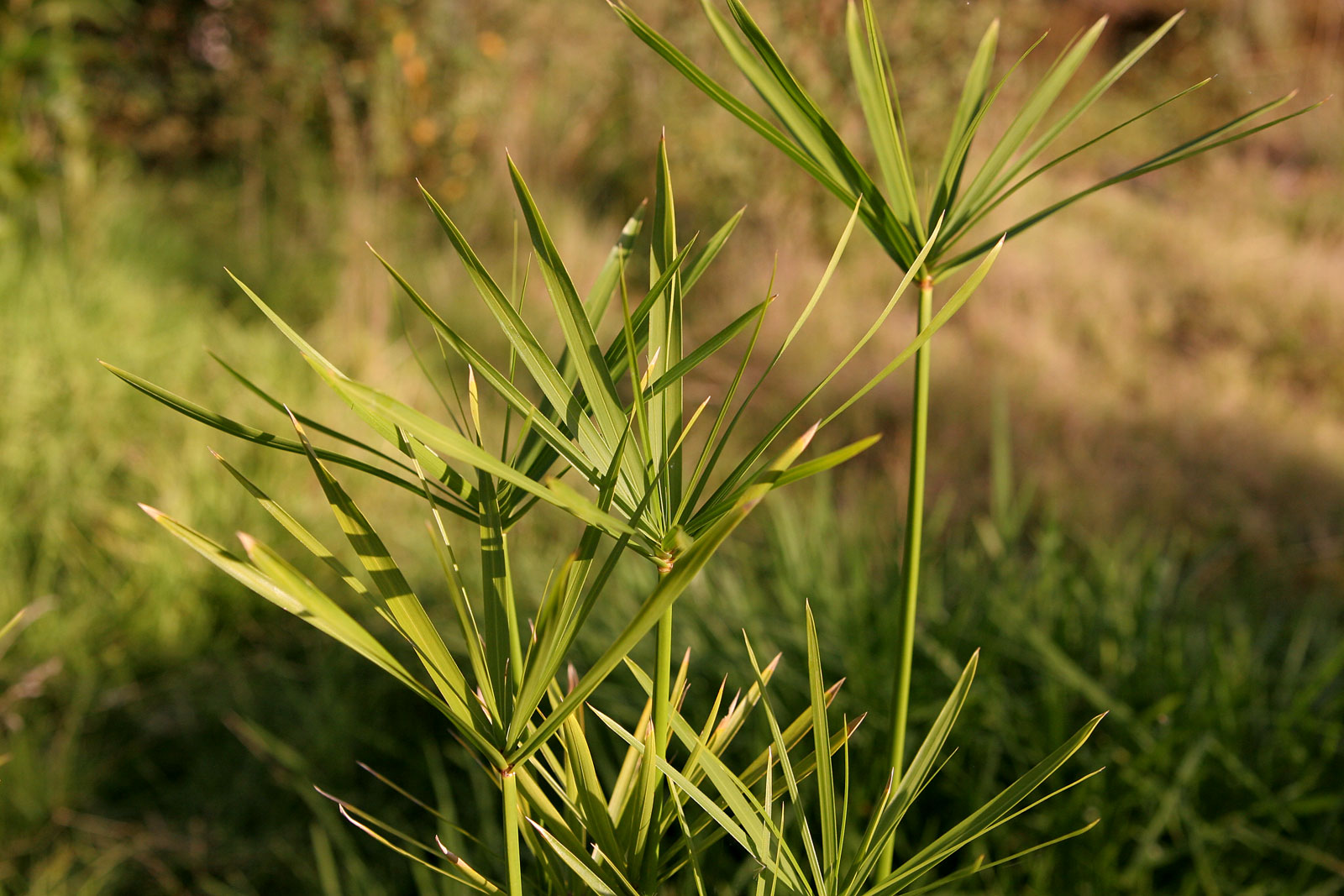
Cây Papyrus mọc tại một khu vườn ở Úc

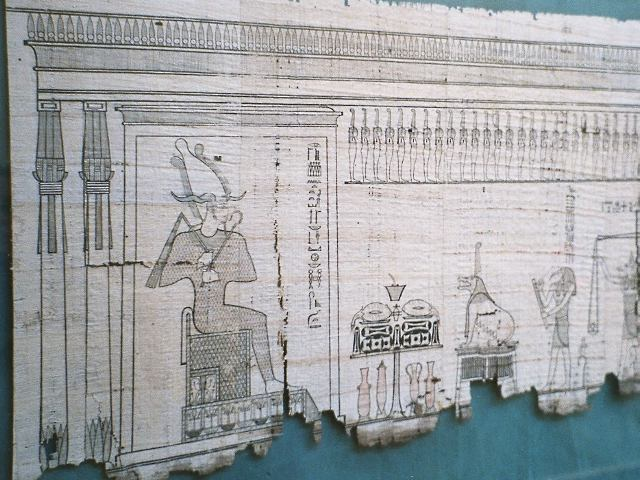
Sách về cõi chết, viết trên giấy cói

Giấy cói hay tên gốc là Papyrus (/pəˈpaɪrəs/) là một vật liệu dày giống giấy được sản xuất từ ruột cây papyrus (Cyperus papyrus), một loại cói túi mọc trên các cùng đất ẩm đã từng rất phong phú ở Châu thổ sông Nin. Papyrus thường mọc cao tới 2-3 mét (5-9 ft). Papyrus được ghi nhận đã được sử dụng lần đầu tiên ở Ai Cập cổ đại (khoảng vương triều thứ nhất) nhưng nó còn được sử dụng rộng khắp các vùng thuộc Địa Trung Hải. Ở Ai Cập cổ đại, người ta dùng cây này để làm thuyền con, nệm, thảm, chiếu và giấy

## Sản xuất
Để hoàn thành sản phẩm giấy papyrus cần trải qua nhiều công đoạn khác nhau, đòi hỏi tay nghề khéo của người thợ. Trước tiên, họ thu hoạch thân cây papyrus và cắt thành những khúc dài, bóc bỏ vỏ xanh phía bên ngoài lấy phần lõi xốp, cán dập phần lõi này càng mỏng càng tốt và ngâm chúng vào trong nước khoảng 3 ngày để khử đường. Sau đó, chúng sẽ được ép hết nước và xếp thành các lớp. Lớp thứ nhất trải san sát, ghế nhẹ các mép lên nhau khoảng 1mm. Lớp thứ hai được trải tương tự nhưng vuông góc với lớp thứ nhất. Hai lớp này sẽ được ép lại với nhau và được chèn dưới một vật có trọng lượng lớn, thông thường là phiến đá to để ép khô trong khoảng 6 ngày. Lượng đường còn lại papyrus sẽ liên kết dính các thớ sợi với nhau. Cuối cùng, khi giấy đã khô, bề mặt giấy được đánh nhẵn bằng vỏ ốc hoặc miếng ngà voi. Chất lượng thành phẩm phụ thuộc vào một số yếu tố bao gồm vị trí trồng cây papyrus, tuổi cây, mùa thu hoạch cây, và quan trọng nhất là lớp lõi trong thân cây. Giấy papyrus đẹp nhất được làm từ lớp phía trong cùng lấy từ cây papyrus mọc ở vùng châu thổ sông Nile.

## Đặc tính
Giấy cói cứng, khó gập, dễ gãy nhưng nhẹ và dễ viết.

## Hình ảnh

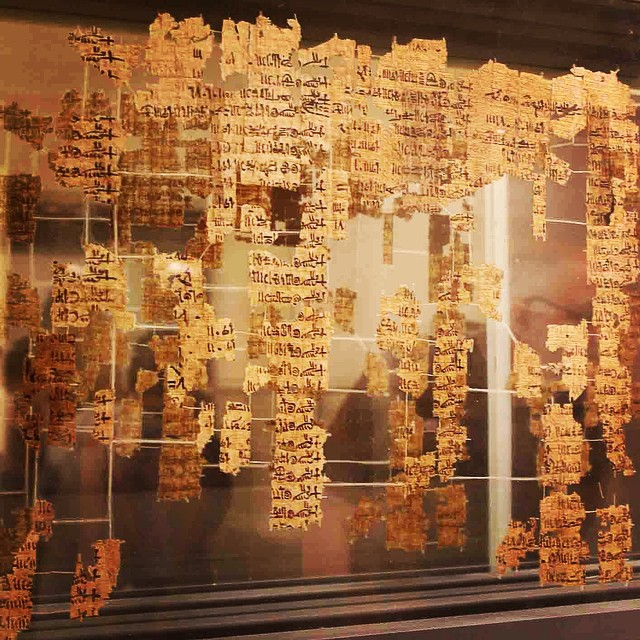
Danh sách Vua Turin viết trên giấy cói tại bảo tàng Egizio
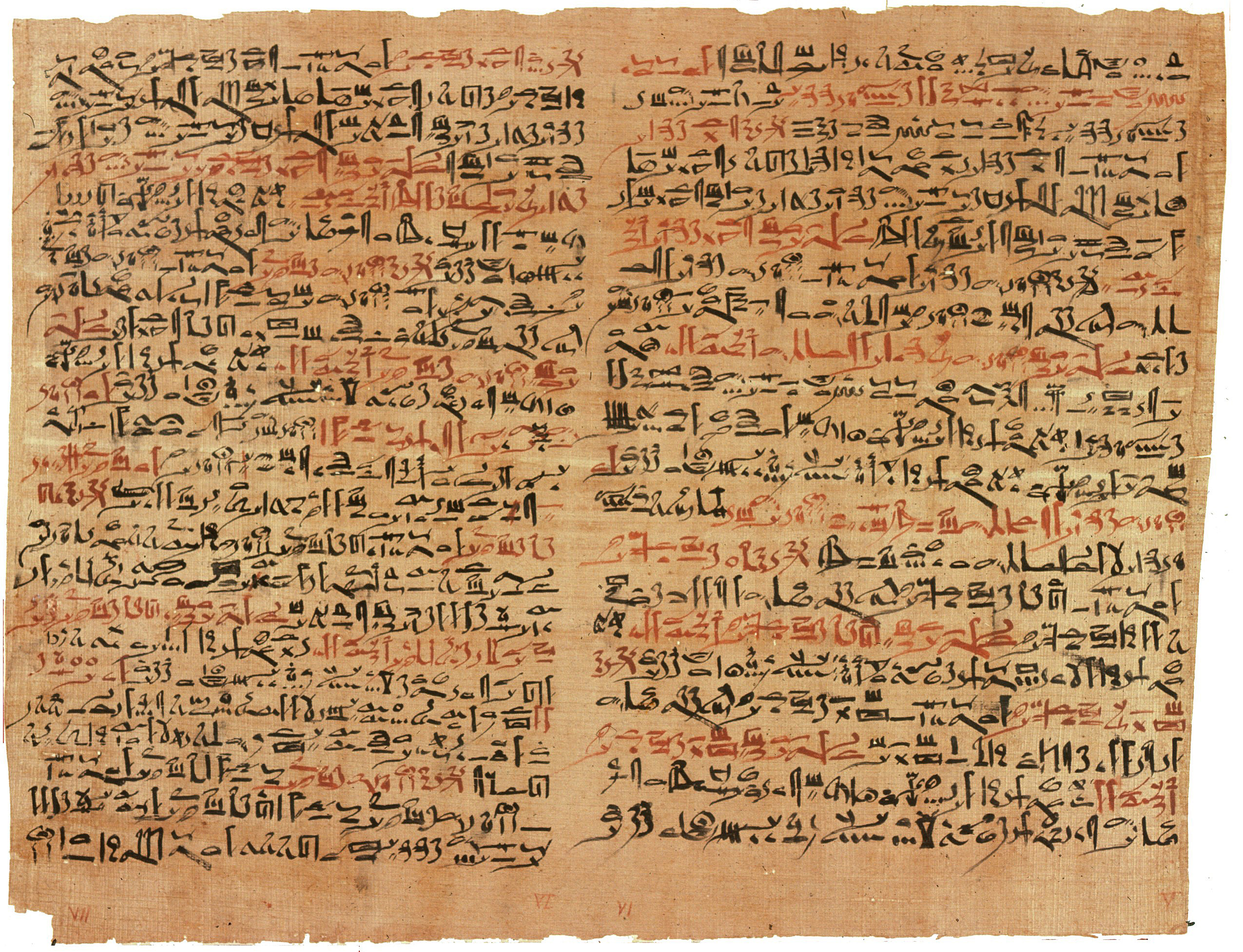
Văn bản giấy cói Edwin Smith
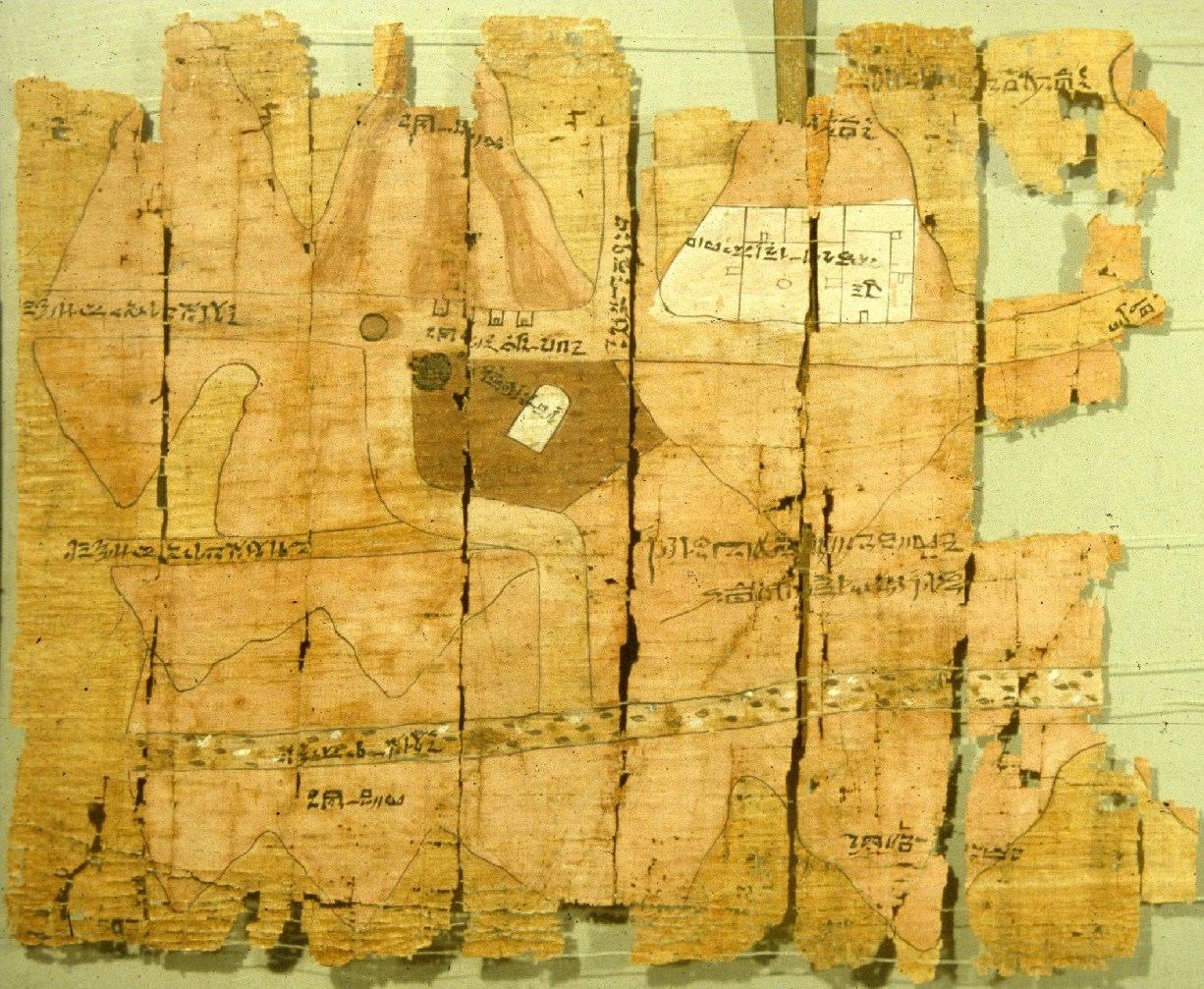
Bản đồ giấy cói Torino
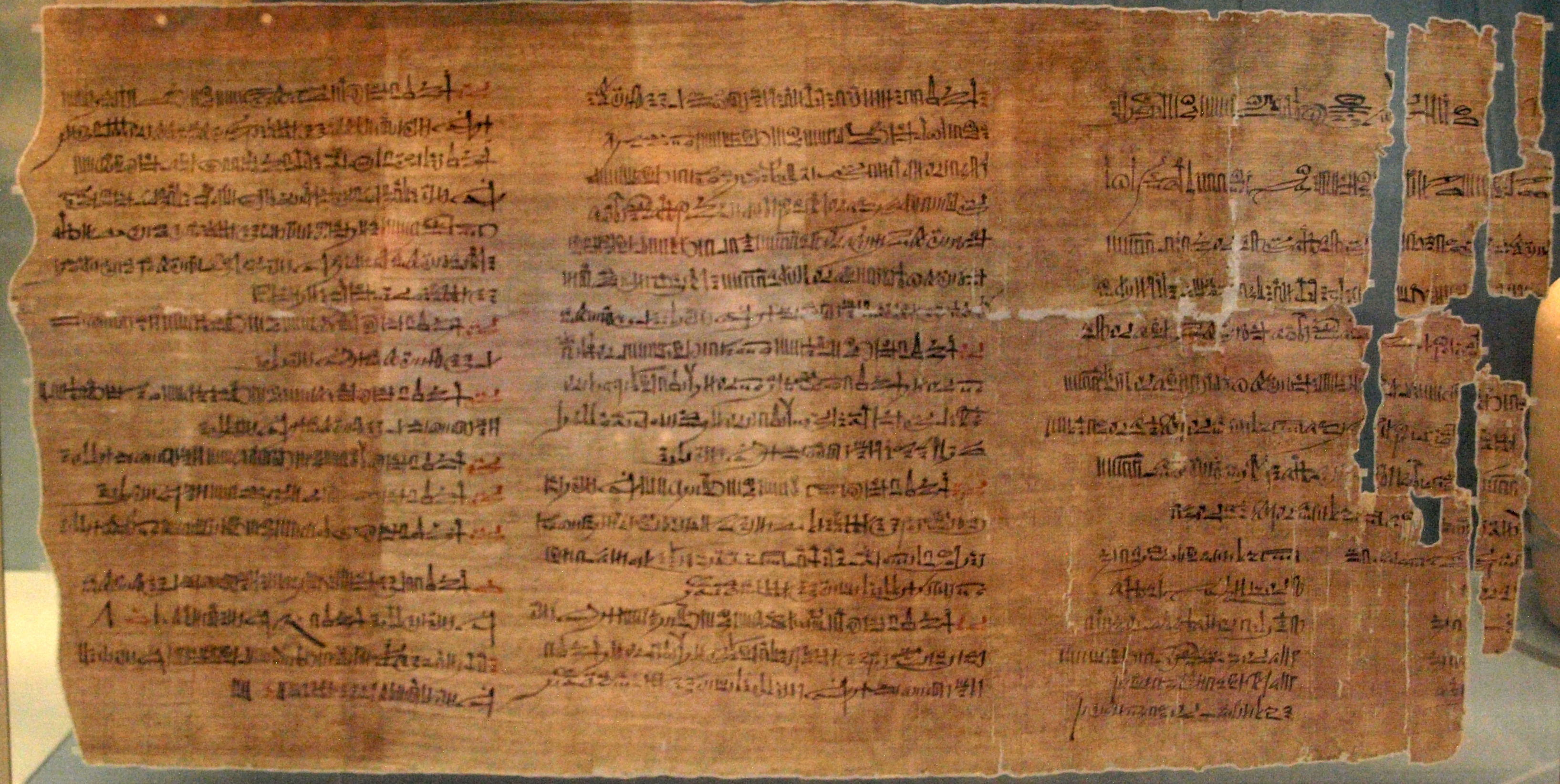
Văn bản giấy cói Abbott